# Juan José Brugera
Juan José Brugera (Badajoz, 15 de octubre de 1946) es un directivo y empresario español con una amplia trayectoria en empresas del sector financiero e inmobiliario, además de presidir entidades vinculadas al ámbito de la economía. Actualmente ejerce el cargo de presidente ejecutivo de Colonial y presidente de SFL.

## Trayectoria profesional
Juan José Brugera tiene una larga trayectoria vinculada al sector de la banca. En sus inicios, entre 1971 y 1975, trabajó en el Banco Atlántico. En 1975 asumió la dirección del Banco Sabadell en Barcelona, donde también formó parte del Comité de Dirección como subdirector general.
Entre 1987 y 1994 fue consejero delegado del Sindicato de Banqueros de Barcelona (SindiBank). En este periodo, impulsó la modernización de la entidad, su salida a Bolsa y posteriormente su integración en el grupo italiano MPS (Monte dei Paschi di Siena). Además, entre 1988 y 2002, el directivo fue presidente del grupo textil Holditex. Alternando con sus obligaciones profesionales, durante este periodo también ejerció como profesor asociado en ESADE, impartiendo la asignatura de “gestión de empresas bancarias” dentro de la licenciatura de Administración y Dirección de Empresas (1980-1993). Dentro de esta institución, Brugera también ejerció como vicepresidente de Alumni.
En este periodo, en 1992, Juan José Brugera participó en el primer consejo del Puerto Olímpico de Barcelona, que facilitó la creación de esta infraestructura para los Juegos Olímpicos de Barcelona de 1992.
En 1994, Brugera asumió la dirección del grupo inmobiliario de La Caixa, como consejero delegado de Colonial (adquirida por La Caixa un año antes), y presidente de Building Center. Brugera asumió el cargo hasta 2006. 
Entre 1999 y 2006, Juan José Brugera formó parte del Consejo Asesor del grupo Barceló Hoteles (hasta 2003) y además fue designado presidente del Patronato de la Fundación ESADE, donde previamente había formado también parte de su Junta Directiva. Entre 2003 y 2006, Brugera presidió la Comisión de política económica de la Cámara de Comercio de Barcelona, actuando también como miembro del pleno en representación del sector de actividad económica.
En 2006, Brugera pasó a formar parte del Consejo Asesor de Comsa, hasta 2009. En paralelo en 2006, también asumió la Dirección General de Mutua Madrileña, posición que ocupó hasta mediados de 2007. Desde 2007 y hasta 2011, Juan José Brugera fue presidente del Consejo de Panrico. En 2008, volvió a Colonial como presidente ejecutivo.
En el periodo 2012-2016 ejerció también la presidencia del Patronato de la Universidad Ramon Llull, y en el periodo 2016-2019, fue designado presidente del Círculo de Economía de Barcelona.
Desde 2010, Brugera ejerce también como presidente de Société Foncière Lyonnaise, filial francesa de Colonial.

## Distinciones relevantes
- Doctor Honoris Causa en Economía por la Constantinian University de Providence (Rhode Islands USA) (2004)
- Medalla de Honor de la Cámara de Comercio de Barcelona (2007)
- La Llave de Barcelona, de la Asociación d’Amics de la Clau (2002)
- Premio "Jaume de Cordelles" de Alumni de ESADE (2005)
- Medalla de Oro de la Universidad Ramon Llull URL  (2018)

## Otras informaciones
Juan José Brugera es un apasionado del arte y la historia de Bizancio. Es propietario de la mayor colección de iconos bizantinos de España: tras veinticinco años de viajes, búsqueda y adquisiciones, su colección consta de 200 retablos o iconos rusos, griegos, armenios, georgianos, entre otros. Juan José Brugera ha impartido conferencias y exposiciones sobre arte bizantino e iconografía de la iglesia ortodoxa, entre otros temas. Además, ha cedido parte de su colección de iconos bizantinos al museo de la Abadía de Montserrat.
Entre sus pasiones también destacan la lectura y la pintura. El directivo pinta paisajes al óleo y es promotor de la revista filosófica La maleta de Portbou.